# تاداو أودا
تاداو أودا (باليابانية: 小田忠雄؛ بالكانا: おだ ただお) هو رياضياتي ياباني، ولد في 1940 في كيوتو في اليابان.